# Шајкаш
Шајкаш је насељено место у општини Тител у Јужнобачком округу. Према попису из 2022. било је 4.004 становника.

## Историја
Прва позната "Сентиванска" православна црква посвећена Св. великомученику Димитрију, стајала је преко пута данашњег (1893) где је сад парохијски дом. Она је 1818. године била мала и врло трошна, па је претила опасност да изненада падне. Исте године је донета одлука о градњи новог храма; донет план и прорачун трошкова. Планирани трошкови су били 52000 ф. а прво је склопљен уговор са цигларом Јосифом Младетом. Он је требало да испоручи за зидање цркве 100000 комада цигле. Црква та је била готова 1821. године.
То место је и 1850. године називано "Сентиван" или "Ковиљ Сентиван". Тада је након завршетка грађанског рата 1848-1849. пописивана ратна штета по црквама у Шајкашкој. У Сентивану је пријављен одштетни захтев у износу 13569 ф. 50 новчића. Међутим, Поверенство је мислило другачије и предложило је следеће: за црквене утвари добиће 810 ф. а за оправу и унутрашњи намештај цркве даће им се 6876 ф. а што укупно износи 7686 ф. накнаде. На толику одштету се сагласило и Ратно министарство у Бечу.
У другој половини 19. века број становника је растао. Место је 1880. године називано "Ковиљ Сентиван", и у њему је било 2210 становника, највише Срба (1428). Других нација је у том месту било мање: Немаца 691, Мађара 11 и "осталих" 81 душа. За деценију се број Немаца скоро дуплирао, појавили су се Рутени (10) а "осталих" је било тек по који - 7. По попису из 1890. године у селу има 2679 душа, од којих је 1630 Срба, Немаца 1024, Мађара 25.
По православној парохијској статистици у "Ковиљ Светом Ивану" крајем 1891. године има: 1660 православних душа, 283 православних домова, један свештеник, 198 ученика и две основне школе.
Прилог за споменик митрополиту Стратимировићу дали су 1894. године из места: Српска црквена општина, Стеван Стевановић парох, Глиша Врачарић општински бележник и грађанин Живан Пасторњачки.
Овде се налази ФК Борац Шајкаш.

## Демографија
У насељу Шајкаш живи 3437 пунолетних становника, а просечна старост становништва износи 36,6 година (35,2 код мушкараца и 38,0 код жена). У насељу има 1264 домаћинства, а просечан број чланова по домаћинству је 3,60.
Ово насеље је великим делом насељено Србима (према попису из 2002. године).
| style="padding: 0;" |

| Демографија | Демографија | Демографија |
| Година      | Становника  | Становника  |
| ----------- | ----------- | ----------- |
| 1948.       | 2.237       |             |
| 1953.       | 2.391       |             |
| 1961.       | 2.825       |             |
| 1971.       | 2.987       |             |
| 1981.       | 3.541       |             |
| 1991.       | 3.828       | 3.721       |
| 2002.       | 4.550       | 4.848       |
| 2011.       | 4.374       |             |

| Етнички састав према попису из 2002.‍ | Етнички састав према попису из 2002.‍ | Етнички састав према попису из 2002.‍ | Етнички састав према попису из 2002.‍ | Етнички састав према попису из 2002.‍ |
| ------------------------------------ | ------------------------------------ | ------------------------------------ | ------------------------------------ | ------------------------------------ |
|                                      |                                      |                                      |                                      |                                      |
| Срби                                 | Срби                                 |                                      | 4.362                                | 95,86%                               |
| Роми                                 | Роми                                 |                                      | 64                                   | 1,40%                                |
| Хрвати                               | Хрвати                               |                                      | 21                                   | 0,46%                                |
| Мађари                               | Мађари                               |                                      | 18                                   | 0,39%                                |
| Југословени                          | Југословени                          |                                      | 12                                   | 0,26%                                |
| Русини                               | Русини                               |                                      | 7                                    | 0,15%                                |
| Црногорци                            | Црногорци                            |                                      | 4                                    | 0,08%                                |
| Македонци                            | Македонци                            |                                      | 4                                    | 0,08%                                |
| Словаци                              | Словаци                              |                                      | 2                                    | 0,04%                                |
| Румуни                               | Румуни                               |                                      | 1                                    | 0,02%                                |
| Муслимани                            | Муслимани                            |                                      | 1                                    | 0,02%                                |
| непознато                            | непознато                            |                                      | 36                                   | 0,79%                                |

| \| \| м \| \| \| ж \| \| ? \| 5 \| \| \| 7 \| \| 80+ \| 23 \| \| \| 47 \| \| 75—79 \| 45 \| \| \| 78 \| \| 70—74 \| 68 \| \| \| 87 \| \| 65—69 \| 85 \| \| \| 123 \| \| 60—64 \| 109 \| \| \| 123 \| \| 55—59 \| 98 \| \| \| 105 \| \| 50—54 \| 151 \| \| \| 132 \| \| 45—49 \| 170 \| \| \| 158 \| \| 40—44 \| 194 \| \| \| 164 \| \| 35—39 \| 202 \| \| \| 162 \| \| 30—34 \| 152 \| \| \| 178 \| \| 25—29 \| 194 \| \| \| 144 \| \| 20—24 \| 159 \| \| \| 165 \| \| 15—19 \| 152 \| \| \| 137 \| \| 10—14 \| 182 \| \| \| 180 \| \| 5—9 \| 163 \| \| \| 153 \| \| 0—4 \| 142 \| \| \| 113 \| \| Просек : \| 35,2 \| \| \| 38,0 \| |      |  |  |      |
| |      |  |  |      |
| | м    |  |  | ж    |
| ? | 5    |  |  | 7    |
| 80+ | 23   |  |  | 47   |
| 75—79 | 45   |  |  | 78   |
| 70—74 | 68   |  |  | 87   |
| 65—69 | 85   |  |  | 123  |
| 60—64 | 109  |  |  | 123  |
| 55—59 | 98   |  |  | 105  |
| 50—54 | 151  |  |  | 132  |
| 45—49 | 170  |  |  | 158  |
| 40—44 | 194  |  |  | 164  |
| 35—39 | 202  |  |  | 162  |
| 30—34 | 152  |  |  | 178  |
| 25—29 | 194  |  |  | 144  |
| 20—24 | 159  |  |  | 165  |
| 15—19 | 152  |  |  | 137  |
| 10—14 | 182  |  |  | 180  |
| 5—9 | 163  |  |  | 153  |
| 0—4 | 142  |  |  | 113  |
| Просек : | 35,2 |  |  | 38,0 |

| Година пописа     | 1948. | 1953. | 1961. | 1971. | 1981. | 1991. | 2002. |
| ----------------- | ----- | ----- | ----- | ----- | ----- | ----- | ----- |
| Број домаћинстава | 601   | 661   | 746   | 796   | 999   | 1.097 | 1.264 |

| Број чланова      | 1   | 2   | 3   | 4   | 5   | 6   | 7  | 8  | 9 | 10 и више | Просек |
| ----------------- | --- | --- | --- | --- | --- | --- | -- | -- | - | --------- | ------ |
| Број домаћинстава | 169 | 210 | 214 | 326 | 169 | 107 | 44 | 15 | 5 | 5         | 3,60   |

| Пол    | Укупно | Неожењен/Неудата | Ожењен/Удата | Удовац/Удовица | Разведен/Разведена | Непознато |
| ------ | ------ | ---------------- | ------------ | -------------- | ------------------ | --------- |
| Мушки  | 1.807  | 553              | 1.135        | 82             | 37                 | 0         |
| Женски | 1.810  | 300              | 1.176        | 284            | 48                 | 2         |
| УКУПНО | 3.617  | 853              | 2.311        | 366            | 85                 | 2         |

| Пол    | Укупно                    | Пољопривреда, лов и шумарство | Рибарство                            | Вађење руде и камена | Прерађивачка индустрија       |
| ------ | ------------------------- | ----------------------------- | ------------------------------------ | -------------------- | ----------------------------- |
| Мушки  | 954                       | 159                           | 1                                    | 10                   | 233                           |
| Женски | 506                       | 92                            | 0                                    | 0                    | 122                           |
| Укупно | 1.460                     | 251                           | 1                                    | 10                   | 355                           |
|        |                           |                               |                                      |                      |                               |
| Пол    | Производња и снабдевање   | Грађевинарство                | Трговина                             | Хотели и ресторани   | Саобраћај, складиштење и везе |
| Мушки  | 33                        | 207                           | 70                                   | 17                   | 95                            |
| Женски | 5                         | 13                            | 88                                   | 24                   | 17                            |
| Укупно | 38                        | 220                           | 158                                  | 41                   | 112                           |
|        |                           |                               |                                      |                      |                               |
| Пол    | Финансијско посредовање   | Некретнине                    | Државна управа и одбрана             | Образовање           | Здравствени и социјални рад   |
| Мушки  | 4                         | 23                            | 35                                   | 11                   | 7                             |
| Женски | 6                         | 19                            | 11                                   | 31                   | 51                            |
| Укупно | 10                        | 42                            | 46                                   | 42                   | 58                            |
|        |                           |                               |                                      |                      |                               |
| Пол    | Остале услужне активности | Приватна домаћинства          | Екстериторијалне организације и тела | Непознато            | Непознато                     |
| Мушки  | 19                        | 1                             | 0                                    | 29                   | 29                            |
| Женски | 23                        | 0                             | 0                                    | 4                    | 4                             |
| Укупно | 42                        | 1                             | 0                                    | 33                   | 33                            |

## Економија
У Шајкашу је 24. новембра 2013. почела изградња Јужног тока кроз Србију.

## Галерија
- Фонтана у центру Шајкаша, изнад које се види и грб Шајкаша
- Храм Светог Димитрија
- Улица Николе Тесле у Шајкашу
- Шајкаш када падне снег
- ФК Борац Шајкаш
- Улаз у Шајкаш
- Центар насеља